# Christoph Zöpel

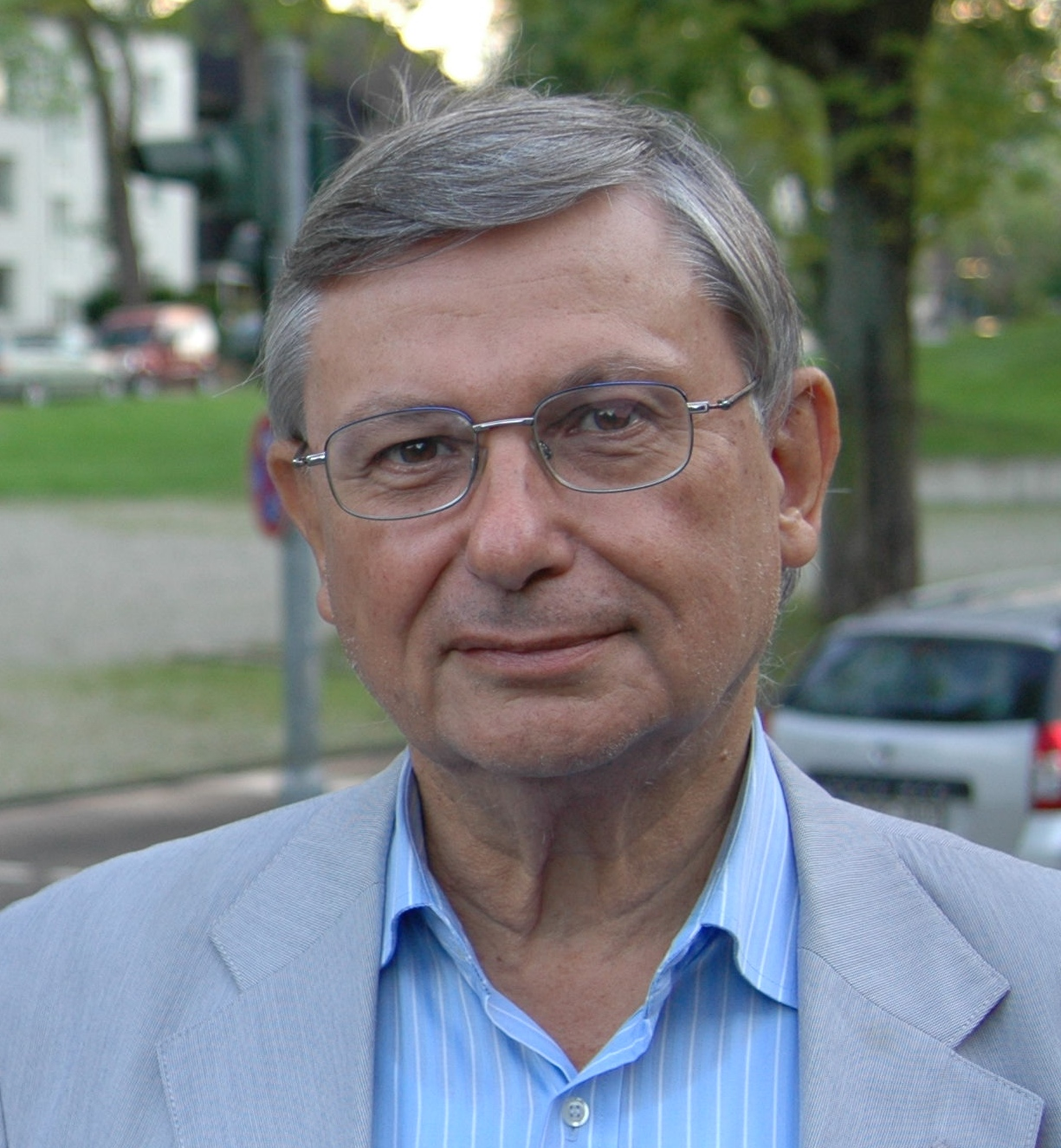
Christoph Zöpel (2014)

Christoph Zöpel (* 4. Juli 1943 in Gleiwitz, Oberschlesien) ist ein deutscher Politiker (SPD) und Professor. Er war in den Jahren 1978 bis 1980 Minister für Bundesangelegenheiten, von 1980 bis 1985 Minister für Landes- und Stadtentwicklung und von 1985 bis 1990 Minister für Stadtentwicklung, Wohnen und Verkehr des Landes Nordrhein-Westfalen. Von 1999 bis 2002 war er Staatsminister im Auswärtigen Amt. Aktuell lehrt Zöpel als Professor für Raumentwicklung.

## Leben
Seine Kindheit verbrachte Zöpel in der ostwestfälischen Stadt Minden und legte dort im Jahr 1962 das Abitur am Staatlichen Altsprachlichen Gymnasium ab. Danach absolvierte Zöpel ein Studium der Wirtschaftswissenschaften, Philosophie und des Öffentlichen Rechts in Berlin und Bochum, welches er 1969 als Diplom-Ökonom beendete. 1973 erfolgte seine Promotion zum Dr. rer. oec. mit der Arbeit Ökonomie und Recht: ein wissenschaftshistorischer und wissenschaftstheoretischer Beitrag zum Verhältnis von Wirtschafts- und Rechtswissenschaft. Ab 1974 war Zöpel als Akademischer Rat wissenschaftlich tätig.
Zöpel lehrt als Professor für Raumentwicklung an der TU Dortmund sowie an der German Jordanian University in Amman.
Christoph Zöpel ist verheiratet und hat drei Kinder.

## Politik

### Partei
Seit dem Jahr 1964 ist Zöpel Mitglied der SPD. Von 1974 bis 1979 war er Vorsitzender des SPD-Unterbezirks Bochum. In den Jahren 1975 bis 1997 gehörte er dem SPD-Landesvorstand in Nordrhein-Westfalen an, davon ab 1977 als Stellvertretender Landesvorsitzender. Von 1992 bis 1996 war er Mitglied des Präsidiums der SPD. Seit 2001 wurde er Mitglied im SPD-Bundesvorstand, dem er auch schon in den Jahren 1986 bis 1995 angehörte.
Seit März 2016 fungiert er als Berater des Präsidenten der Sozialdemokratischen Partei Europas.

### Politische Mandate und Ämter
In den Jahren 1969 bis 1972 war Zöpel Ratsherr der Stadt Bochum, ab 1972 bis 1990 dann Mitglied des Landtages von Nordrhein-Westfalen.
Am 9. Februar 1978 wurde er von Ministerpräsident Heinz Kühn als Minister für Bundesangelegenheiten in die Landesregierung von Nordrhein-Westfalen berufen. Dieses Amt behielt er auch unter dessen Nachfolger Johannes Rau. Zöpel war zudem Bevollmächtigter des Landes Nordrhein-Westfalen beim Bund.
Nach der Landtagswahl 1980 wurde er am 4. Juni 1980 zum Minister für Landes- und Stadtentwicklung ernannt. Nach der Landtagswahl 1985 wurden seine Ressortkompetenzen erweitert, so dass er ab dem 5. Juni 1985 Minister für Stadtentwicklung, Wohnen und Verkehr war. Nach der Landtagswahl 1990 schied er am 12. Juni 1990 aus der Landesregierung aus.
Am 17. September 1999 wurde Zöpel als Staatsminister im Auswärtigen Amt in die von Bundeskanzler Gerhard Schröder geführte Bundesregierung berufen. Nach der Bundestagswahl 2002 schied er am 22. Oktober 2002 aus dem Amt.
Als Minister für Stadtentwicklung, Wohnen und Verkehr des Landes Nordrhein-Westfalen initiierte er in den 1980er Jahren die IBA Emscher Park, die schließlich zwischen 1989 und 1999 unter der Leitung von Karl Ganser realisiert werden konnte. Er leistete damit einen richtungsweisenden Beitrag zum Strukturwandel im Ruhrgebiet.
In den Jahren 1990 bis 2005 war Zöpel Mitglied des Deutschen Bundestages. Hier war er von 1991 bis 1993 Vorsitzender des EG-Ausschusses und von 1998 bis 1999 Vorsitzender der Arbeitsgruppe Außenpolitik der SPD-Bundestagsfraktion. Von 2002 bis 2005 war er Vorsitzender des Unterausschusses Vereinte Nationen.
Christoph Zöpel ist stets über die Landesliste Nordrhein-Westfalen in den Deutschen Bundestag eingezogen.

### Handlungen im Amt
Zöpel veranlasste die auffällige Farbgestaltung der Ruhr-Universität Bochum. Nach Meinung der Fachleute verzögere die Farbe „die Verwitterung des Betons“. Auf Anregung von Christoph Zöpel wurde in Weilerswist eine Gesamtschule errichtet.

## Weitere Mitgliedschaften und Engagements
Zöpel ist Ehrenmitglied des Deutschen Werkbundes. 
Er wurde am 24. Juni 2017 ohne Gegenstimmen zum Vorsitzenden des Rheinischen Verein für Denkmalpflege und Landschaftsschutz gewählt. Er ist außerdem Schirmherr des von der TU Dortmund wissenschaftlich betreuten Baukunstarchivs NRW.

## Auszeichnungen
- 2001: Ix-Xirka Ġieħ ir-Repubblika
- 2007: Verdienstkreuz am Bande des Verdienstordens der Bundesrepublik Deutschland
- 2017: Verdienstorden des Landes Nordrhein-Westfalen[21][22]
- 2018: Halstenberg-Preis[20]